# Pachyta
Genre
Pachyta est un genre d'insectes coléoptères cérambycidés, de la sous-famille des Lepturinés.

## Espèces rencontrées en Europe
Selon Fauna Europaea, le genre Pachyte est représenté par deux espèces :
- Pachyta lamed (Linnaeus, 1758)
- Pachyta quadrimaculata (Linnaeus, 1758)